# Åke Söderlund
Åke Wilhelm Söderlund, född 11 april 1925 i Stockholm, död 25 augusti 2002 i Tyresö, var en svensk gångare. Han tävlade för Stockholms GK. Hans tvillingbror, Erik Söderlund, har också tävlat i gång.
Söderlund tävlade för Sverige vid olympiska sommarspelen 1952 i Helsingfors, där han slutade på 28:e plats i herrarnas 50 kilometer gång. Vid olympiska sommarspelen 1960 i Rom tävlade Söderlund också i herrarnas 50 kilometer gång, dock utan att slutföra tävlingen. Vid olympiska sommarspelen 1964 i Tokyo slutade han på 18:e plats i herrarnas 20 kilometer gång.
1961 tog Söderlund brons på herrarnas 50 kilometer gång vid IAAF World Race Walking Cup. Han vann även Nordiska mästerskapet i gång tre gånger: 1957 och 1967 på 20 kilometer samt 1961 på 50 kilometer.